# Oporinia obscurata
Oporinia obscurata là một loài bướm đêm trong họ Geometridae.